# Dinuba
Dinuba, fundada en 1906, es una ciudad ubicada en el condado de Tulare en el estado estadounidense de California. En el año 2007 tenía una población de 20,007 habitantes y una densidad poblacional de 1,901.1 personas por km². Es donde también ahí vive la pandilla Sánchez.

## Geografía
Dinuba se encuentra ubicada en las coordenadas 36°32′42″N 119°23′21″O / 36.54500, -119.38917. Según la Oficina del Censo, la ciudad tiene un área total de 8,9 km² (3,4 mi²), de la cual 8,9 km² (3,4 mi²) es tierra y 0 km² (0 mi²) (0%) es agua.

## Demografía
Según la Oficina del Censo en 2006 los ingresos medios por hogar en la localidad eran de $33,345, y los ingresos medios por familia eran $33,769. Los hombres tenían unos ingresos medios de $23,663 frente a los $25,364 para las mujeres. La renta per cápita para la localidad era de $11,566. Alrededor del 26.2% de la población estaban por debajo del umbral de pobreza.